# Castlevania (jogo eletrônico de 1999)
Castlevania, também conhecido como Castlevania 64, é um jogo eletrônico de ação-aventura desenvolvido pela Konami Computer Entertainment Kobe e publicado pela Konami para Nintendo 64 na América do Norte em 26 de janeiro, no Japão em 11 de março, e na Europa em 7 de maio de 1999.
Foi o primeiro jogo 3D da série Castlevania, sendo inicialmente chamado de Dracula 3D e Dracula 64. O jogador assume o papel de Carrie Fernandez, uma jovem órfã descendente de Sypha Belnades e dotada de poderes mágicos, ou Reinhardt Schneider, herdeiro do clã Belmont que utiliza um chicote. Carrie e Reinhardt buscam impedir o retorno iminente do Conde Dracula após um século de seu último aparecimento.
Uma versão expandida do jogo, Castlevania: Legacy of Darkness, foi lançada no mesmo ano.

## Enredo
Apesar de fazer parte da série Castlevania, o jogo foi posteriormente removido da cronologia cânone por Koji Igarashi.
Em 1852, Dracula acorda novamente após quase cem anos de sono forçado. Dois jovens heróis sentem seu retorno, Carrie Fernandez, descendente de Sypha Belnades e dotada de poderes mágicos, e Reinhardt Schneider, herdeiro dos antigos de caçadores de vampiros do clã Belmont. Os dois vão até a província de Valáquia, na Transilvânia, em busca de derrotar Dracula em seu castelo.
Enquanto invadem as muralhas, encontram uma vila decrépita onde conhecem o caçador de vampiros Charles Vincent, a vampira Rosa, o vendedor Renon, e um jovem garoto chamado Malus. Eles tentam ajudar Malus, mas descobrem que ele está possuído por Dracula. Os heróis descobrem que embaixo da vila encontra-se um túnel subterrâneo para o centro do castelo, e seguem por este caminho.
Dependendo de quanto tempo o jogador demorar para finalizar o jogo, múltiplos finais podem ser alcançados. Se demorar dezesseis ou mais dias (dentro do jogo), Vincent terá chegado ao castelo antes deles, e terá sido derrotado e transformado em vampiro. O jogador deve então enfrentar Vincent, sendo este um dos finais "ruins". Caso o jogador finalize em menos de quinze dias, terá chegado antes de Vincent e encontrará Malus, sendo revelado que ele não está apenas possuído por Dracula, mas sim que ele é a sua verdadeira reencarnação. Malus se transforma em adulto e, após o jogador derrotá-lo, se transforma em criança novamente e tenta convencer os heróis de que não se lembra de nada do que aconteceu. Vincent chega ao local e joga água benta no garoto, que transporta os heróis para um plano alternativo para lutar usando sua verdadeira forma, um dragão. Após derrotar a forma final de Dracula, o jogador receberá um dos finais "felizes".

## Desenvolvimento
Castlevania foi apresentado pela primeira vez ao público na Tokyo Game Show de 1997, sob o título Castlevania 64. Posteriormente, durante o desenvolvimento, passou a ser conhecido como Dracula 3D. A mídia americana também passou a se referir ao jogo tanto por este título quanto por Dracula 64.
Em setembro de 1997, o jogo estava aproximadamente 10% finalizado, alcançando 20% por volta de fevereiro de 1998. Em outubro de 1998, foi apresentado novamente na Tokyo Game Show, sendo bem recebido pelos fãs presentes. Ainda em outubro, foi revelado que a KCEK decidiu não continuar com dois de quatro personagens jogáveis do jogo "de maneira a focar os esforços do time de desenvolvimento em finalizar o jogo". Em janeiro de 1999, uma data de lançamento para o Japão foi marcada como 4 de março de 1999, e Castlevania recebeu o prêmio Game of the Month da IGN. Em 18 de janeiro, foi anunciado que a versão norte americana seria 26 de janeiro de 1999, sendo posteriormente lançado pontualmente.

### Trilha sonora
Castlevania: The Original Game Soundtrack contém a música do jogo, sendo lançado no Japão em 26 de março, e posteriormente, ainda no mesmo ano, na Europa.
| Lista de faixas |                                                  |                               |         |  |
| N.º             | Título                                           | Título japonês                | Duração |  |
| 1.              | "Introduction"                                   | オープニング - "血脈の印"     | 1:46    |  |
| 2.              | "Setting"                                        | セレクト                      | 1:10    |  |
| 3.              | "Prologue"                                       | プロローグ                    | 1:04    |  |
| 4.              | "Shudder"                                        | 戦慄                          | 1:06    |  |
| 5.              | "Intrusion"                                      | 侵入                          | 0:48    |  |
| 6.              | "Watchtower"                                     | 見張り塔                      | 1:57    |  |
| 7.              | "Annex - Silent Madness"                         | 別館 - "静かな狂気"           | 2:48    |  |
| 8.              | "Hamlet People"                                  | 村人                          | 1:04    |  |
| 9.              | "Rose"                                           | ローゼ                        | 1:12    |  |
| 10.             | "Maze Garden"                                    | 迷路庭園                      | 1:36    |  |
| 11.             | "Mysterious Coffin"                              | 秘密の棺                      | 0:52    |  |
| 12.             | "First Struggle"                                 | 闘争 1                        | 1:05    |  |
| 13.             | "Underground Waterway"                           | 地下水路 - "深緑の罠"         | 2:46    |  |
| 14.             | "Underground Tunnel"                             | 地下坑道 - "Invisible Sorrow" | 4:59    |  |
| 15.             | "Lamented Rose"                                  | ローゼの悲しみ                | 0:46    |  |
| 16.             | "Dungeon - Main Theme"                           | 本丸 ～ メインテーマ          | 2:47    |  |
| 17.             | "Malus Reappears"                                | マルスの異変                  | 1:17    |  |
| 18.             | "Actrise"                                        | アクトリーセ                  | 0:57    |  |
| 19.             | "Cipher"                                         | サイファ                      | 0:48    |  |
| 20.             | "Planetarium"                                    | プラネタリウム                | 0:43    |  |
| 21.             | "Unexpected Encounter"                           | 予期せぬ出会い                | 0:46    |  |
| 22.             | "Duel Tower"                                     | 決闘塔                        | 2:18    |  |
| 23.             | "Tower of Science"                               | 科学塔                        | 2:40    |  |
| 24.             | "Tower of Execution"                             | 処刑塔                        | 2:07    |  |
| 25.             | "Tower of Sorcery"                               | 魔法塔                        | 2:11    |  |
| 26.             | "Second Struggle"                                | 闘争 2 - "獄幻界乱舞"         | 1:17    |  |
| 27.             | "Toothed Wheel"                                  | 歯車                          | 2:01    |  |
| 28.             | "Stairway to the Clouds"                         | 暗雲階段                      | 1:18    |  |
| 29.             | "Third Struggle"                                 | 闘争 3 - "幻想的舞曲"         | 1:36    |  |
| 30.             | "Moment of Silence"                              | 短い静謐                      | 0:55    |  |
| 31.             | "Castle Escape"                                  | 天守からの脱出                | 0:44    |  |
| 32.             | "Fourth Struggle - Concert of Another Dimension" | 闘争 4 - "異次元狂想曲"       | 1:38    |  |
| 33.             | "Carrie's Good Ending"                           | 青い墓標 - キャリーGoodEnding | 1:51    |  |
| 34.             | "Bad Ending"                                     | 誓いとその影 - BadEnding      | 1:51    |  |
| 35.             | "Schneider's Good Ending"                        | 再会 - シュナイダーGoodEnding | 2:45    |  |
| 36.             | "Credits"                                        | スタッフロール                | 4:20    |  |
| 37.             | "Melodies of Castlevania (Bonus Track)"          | Melodies of CastleVania       | 3:38    |  |
| 38.             | "Invisible Sorrow (Bonus Track)"                 | Invisible Sorrow              | 4:52    |  |
| 39.             | "A Night of Peace and Quiet (Bonus Track)"       | A night in peace and quiet    | 2:43    |  |

## Recepção
Castlevania recebeu críticas geralmente positivas. Sua nota agregada foi de 78/100 no Metacritic, e 73% no GameRankings.
GameRevolution disse que "a jogabilidade, um dos pontos fortes da série, simplesmente não está ao nível de seus antecessores". Tim Turi, da Game Informer, achou que ele era frustrante e falho, apesar de representar "algo especial" para ele devido à "atmosfera desesperadoramente solitária." Next Generation o avaliou com 3/5 estrelas, e afirmou que "a promessa deste jogo é evidente em algumas das suas características mais fortes. Mas no geral, o jogo falha em revitalizar a síere que sempre foi impecavelmente definida em duas dimensões."